# Atrypanius albocinctus
Atrypanius albocinctus är en skalbaggsart som beskrevs av Julius Melzer 1930. Atrypanius albocinctus ingår i släktet Atrypanius och familjen långhorningar.
Artens utbredningsområde är Paraguay. Inga underarter finns listade.